# RL-10 (motor de foguete)

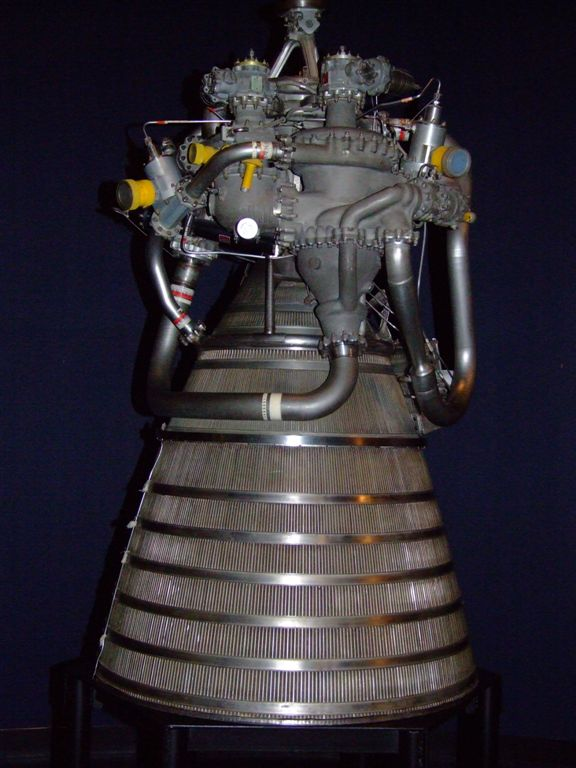
Um motor RL-10 recortado para visualização do interior sendo exibido no U.S. Space & Rocket Center.

O RL-10 é um motor de foguete de alta performance,  movido a combustíveis líquidos
criogênicos, no caso, LH2 e LOX. Desenvolvido pela Pratt & Whitney Rocketdyne 
e usado: no Centaur, no S-IV e no DCSS.
O RL-10 foi o primeiro motor usando hidrogénio líquido, produzido nos Estados Unidos. O desenvolvimento, conduzido pelo
Marshall Space Flight Center e pela Pratt & Whitney, começou nos anos 50, e o primeiro voo ocorreu em 1961.
Várias versões desse motor foram construídas. Duas delas, a RL-10A-4-2 e a RL-10B-2, continuam sendo produzidas e usadas nos
foguetes Atlas V e Delta IV.